# 국립괴산호국원
국립괴산호국원(國立槐山護國院, GOESAN NATIONAL CEMETERY)은 국가와 민족을 위하여 신명을 바치신 호국영령의 충의와 위훈을 기리고 호국정신 고취를 위한 추모와 안보 의식 교육의 장으로 활용하여 국민들과 후세들에게 호국 정신의 귀감으로 승화시키기 위하여 조성되었다. 충청북도 괴산군 문광면 호국로 159(광덕리 산 83-1)에 위치하고 있다.

## 연혁
- 2012. 6월 : 중부권 호국원 조성부지 선정
- 2012. 9월 : 국가보훈부 - 충북도 - 괴산군간 실시 협약 체결
- 2017. 4월 : 국립괴산호국원 조성사업 착공
- 2019. 6월 : 국립괴산호국원 개원준비단 발족
- 2019년 10월 11일 : 개원
- 2019년 11월 6일 : 제1대 이윤심 원장 취임
- 2020년 7월 20일 : 제2대 김종술 원장 취임
- 2021년 1월 25일 : 제3대 주영생 원장 취임
- 2023년 1월 19일 : 제4대 정백규 원장 취임
- 2024년 8월 30일 : 제5대 용교순 원장 취임

## 같이 보기
- 국립이천호국원
- 국립임실호국원
- 박현식